# ÖFB-Cup 2014-2015
La ÖFB-Cup 2014-2015, ufficialmente ÖFB-Samsung-Cup per motivi di sponsor, è stata la 80ª edizione della coppa nazionale di calcio austriaca. Iniziata l'11 luglio 2014, si è conclusa con la finale del 3 giugno 2015.
Il Salisburgo si è confermata squadra detentrice del trofeo, vincendo il titolo per la terza volta nella sua storia.

## Formula
La formula è immutata rispetto alla stagione precedente. La competizione vede al via 64 formazioni, così suddivise: le 10 squadre di Bundesliga, 9 delle 10 formazioni di Erste Liga, 30 delle 48 squadre di Regionalliga e 15 club provenienti dai campionati regionali, fra i quali i 9 vincitori delle coppe regionali della stagione 2013-2014. Le squadre riserva non possono prendere parte alla ÖFB-Cup ed è per questo motivo che il Liefering, benché iscritto al campionato di Erste Liga e formalmente "indipendente", essendo sotto il controllo della Red Bull, è stato escluso dalla coppa in quanto considerato dalla federazione alla stregua di un'emanazione diretta del Salisburgo.
Tutte le 64 squadre entrano in gioco nel primo turno e la competizione si articola su turni ad eliminazione diretta con gare di sola andata. Nel caso di un pareggio, vengono disputati i tempi supplementari e, persistendo il punteggio di parità, si procede alla battuta dei tiri di rigore.
La vincitrice dell'ÖFB-Cup 2014-2015 potrà partecipare all'Europa League 2015-2016, partendo dal terzo turno preliminare. Se la stessa squadra ottenesse anche il titolo di campione d'Austria e, quindi, il diritto a partecipare alla Champions League, il posto in Europa League sarebbe preso dalla finalista perdente e, se anche questa squadra risultasse già qualificata all'Europa League via campionato, l'ultimo posto disponibile per la competizione verrebbe assegnato alla 4ª classificata della Bundesliga.

## Squadre partecipanti

### Österreichische Fußball-Bundesliga

#### Le 10 squadre di Bundesliga
- Admira Wacker M.
- Altach
- Austria Vienna
- Grödig
- Rapid Vienna
- Ried
- Salisburgo
- Sturm Graz
- Wiener Neustadt
- Wolfsberger

#### Erste Liga
- Austria Lustenau
- Floridsdorfer
- Hartberg
- Horn
- Kapfenberger
- LASK
- Mattersburg
- St. Pölten
- Wacker Innsbruck

### Regionalliga
- Allerheiligen
- Amstetten
- ATSV Wolfsberg
- Blau-Weiß Linz
- Donaufeld
- Eugendorf
- First Vienna
- Hard
- Höchst
- Kalsdorf
- Kitzbühel
- Kufstein
- Lafnitz
- Neumarkt/Wallersee
- Ober-Grafendorf
- Parndorf
- Retz
- Ritzing
- SAK Klagenfurt
- St. Johann
- Schwaz
- Schwechat
- Seekirchen
- Sollenau
- Union Gurten
- Union St. Florian
- Vorwärts Steyr
- Wallern
- Wiener SK

### Campionati regionali

#### Campionati
- Wimpassing ( Burgenland - BFV)
- Lendorf ( Carinzia - KFV)
- Kottingbrunn ( Bassa Austria - NÖFV)
- Leobendorf ( Bassa Austria - NÖFV)
- Weiz ( Stiria - StFV)
- Gleisdorf 09 ( Stiria - StFV)
- Hohenems ( Tirolo - TFV)

#### Vincitori delle coppe regionali
- Neusiedl/See ( Burgenland - BFV)
- Austria Klagenfurt ( Carinzia - KFV)
- Spratzern ( Bassa Austria - NÖFV)
- Micheldorf ( Alta Austria - OÖFV)
- Austria Salisburgo ( Salisburghese - SFV)
- Lankowitz ( Stiria - StFV)
- WSG Swarovski Tirol ( Tirolo - TFV)
- Dornbiner  SV ( Vorarlberg - VFV)
- Technopool Admira ( Vienna - WFV)

## Primo turno
| Squadra 1           | Risultato       | Squadra 2          |
| ------------------- | --------------- | ------------------ |
| 11 luglio 2014      |                 |                    |
| Hard                | 1 – 2           | Ritzing            |
| Wallern             | 1 – 1 (5-3 dcr) | Union St. Florian  |
| ATSV Wolfsberg      | 2 – 1           | Dornbiner SV       |
| Weiz                | 2 – 4           | Wolfsberger        |
| Parndorf            | 2 – 3           | Ried               |
| Kalsdorf            | 2 – 2 (3-4 dcr) | Hartberg           |
| WSG Swarovski Tirol | 2 – 4 (dts)     | Altach             |
| Seekirchen          | 1 – 4           | LASK               |
| Schwaz              | 1 – 4           | Sturm Graz         |
| Austria Klagenfurt  | 1 – 3           | Vorwärts Steyr     |
| Kottingbrunn        | 0 – 7           | Kapfenberger       |
| Lendorf             | 0 – 7           | Admira Wacker M.   |
| Amstetten           | 0 – 1 (dts)     | Rapid Vienna       |
| Schwechat           | 1 – 4           | Floridsdorfer      |
| First Vienna        | 0 – 6           | Austria Vienna     |
| 12 luglio 2014      |                 |                    |
| Ober-Grafendorf     | 1 – 4           | Lankowitz          |
| Sollenau            | 1 – 10          | Salisburgo         |
| Union Gurten        | 0 – 6           | Wiener Neustadt    |
| Hohenems            | 5 – 1           | Eugendorf          |
| Kitzbühel           | 5 – 1           | Retz               |
| Höchst              | 1 – 2           | Mattersburg        |
| Wimpassing          | 0 – 3           | Horn               |
| Donaufeld           | 1 – 3 (dts)     | Wacker Innsbruck   |
| Wiener SK           | 3 – 2           | Austria Lustenau   |
| St. Johann          | 3 – 0           | Spratzern          |
| Neusiedl/See        | 5 – 1           | Neumarkt/Wallersee |
| SAK Klagenfurt      | 1 – 4           | Lafnitz            |
| Micheldorf          | 2 – 1           | Allerheiligen      |
| 13 luglio 2014      |                 |                    |
| Gleisdorf 09        | 1 – 2           | Kufstein           |
| Technopool Admira   | 0 – 8           | St. Pölten         |
| Leobendorf          | 1 – 7           | Grödig             |
| 16 luglio 2014      |                 |                    |
| Austria Salisburgo  | 2 – 0           | Blau-Weiß Linz     |

## Secondo turno
| Squadra 1          | Risultato       | Squadra 2        |
| ------------------ | --------------- | ---------------- |
| 22 settembre 2014  |                 |                  |
| Lankowitz          | 0 – 3           | LASK             |
| 23 settembre 2014  |                 |                  |
| Kufstein           | 1 – 6           | Floridsdorfer    |
| Micheldorf         | 0 – 4           | Mattersburg      |
| ATSV Wolfsberg     | 0 – 3           | Wacker Innsbruck |
| Ritzing            | 2 – 0           | Horn             |
| Neusiedl/See       | 1 – 4           | Kapfenberger     |
| Lafnitz            | 0 – 2           | Hartberg         |
| Ried               | 0 – 1           | Wolfsberger      |
| St. Johann         | 1 – 1 (6-7 dcr) | St. Pölten       |
| Vorwärts Steyr     | 0 – 2           | Grödig           |
| Austria Salisburgo | 0 – 5           | Sturm Graz       |
| 24 settembre 2014  |                 |                  |
| Wallern            | 0 – 1           | Rapid Vienna     |
| Kitzbühel          | 0 – 5           | Austria Vienna   |
| Hohenems           | 0 – 5           | Altach           |
| Wiener Neustadt    | 2 – 2 (5-3 dcr) | Admira Wacker M. |
| Wiener SK          | 1 – 12          | Salisburgo       |

## Ottavi di finale
| Squadra 1        | Risultato       | Squadra 2       |
| ---------------- | --------------- | --------------- |
| 28 ottobre 2014  |                 |                 |
| Wolfsberger      | 3 – 2           | Wiener Neustadt |
| Ritzing          | 1 – 3           | Floridsdorfer   |
| Hartberg         | 0 – 6           | Austria Vienna  |
| 29 ottobre 2014  |                 |                 |
| Wacker Innsbruck | 1 – 2 (dts)     | Salisburgo      |
| Kapfenberger     | 5 – 3           | LASK            |
| Altach           | 1 – 1 (4-2 dcr) | Mattersburg     |
| St. Pölten       | 0 – 1           | Grödig          |
| Rapid Vienna     | 1 – 0           | Sturm Graz      |

## Quarti di finale
| Squadra 1     | Risultato | Squadra 2      |
| ------------- | --------- | -------------- |
| 7 aprile 2015 |           |                |
| Wolfsberger   | 2 – 1     | Rapid Vienna   |
| Kapfenberger  | 0 – 2     | Austria Vienna |
| Grödig        | 2 – 1     | Floridsdorfer  |
| 8 aprile 2015 |           |                |
| Altach        | 0 – 4     | Salisburgo     |

## Semifinale
| Squadra 1      | Risultato | Squadra 2      |
| -------------- | --------- | -------------- |
| 28 aprile 2015 |           |                |
| Grödig         | 0 – 2     | Salisburgo     |
| 29 aprile 2015 |           |                |
| Wolfsberger    | 0 – 3     | Austria Vienna |

## Finale
| Arbitro: | Oliver Drachta |

|  |           |                               |
|  | Marcatori | 95’ Soriano 108’ Felipe Pires |